# Miltochrista nigricirris
Miltochrista nigricirris är en fjärilsart som beskrevs av Lucas 1959. Miltochrista nigricirris ingår i släktet Miltochrista och familjen björnspinnare. Inga underarter finns listade i Catalogue of Life.